# Liste der kleinsten Gemeinden in Baden-Württemberg
Die Liste der kleinsten Gemeinden in Baden-Württemberg nennt die Gemeinden des Landes Baden-Württembergs mit weniger als 1000 Einwohner.
Die Einwohnerzahl bezieht sich auf die amtliche Fortschreibung des Statistischen Landesamts Baden-Württemberg zum 31. Dezember 2024. Bei jeder Gemeinde ist der gemeinderechtliche Status sowie die Kreis- und Regionszugehörigkeit angegeben.
Alle angegebenen Orte mit weniger als 1000 Einwohnern sind Gemeinden,  die kleinste Stadt in Baden-Württemberg ist Hettingen mit circa 1800 Einwohnern. Zudem gibt es zwei gemeindefreie Gebiete: Rheinau und Münsingen, die unbewohnt sind.

## Liste
| Rang | Gemeinde                | Gemeindeverwaltungsverband | Landkreis              | Regionalverband                 | Einwohner 31. Dezember 2024 | Bevölkerungsdichte Einwohner je km² |
| ---- | ----------------------- | -------------------------- | ---------------------- | ------------------------------- | --------------------------- | ----------------------------------- |
| 01   | Böllen                  | Schönau im Schwarzwald     | Landkreis Lörrach      | Hochrhein-Bodensee              | 92                          | 18                                  |
| 02   | Emeringen               | Munderkingen               | Alb-Donau-Kreis        | Region Donau-Iller              | 176                         | 22                                  |
| 03   | Börslingen              | Langenau                   | Alb-Donau-Kreis        | Region Donau-Iller              | 168                         | 29                                  |
| 04   | Tunau                   | Schönau im Schwarzwald     | Landkreis Lörrach      | Hochrhein-Bodensee              | 184                         | 44                                  |
| 05   | Guggenhausen            | Altshausen                 | Landkreis Ravensburg   | Bodensee-Oberschwaben           | 193                         | 23                                  |
| 06   | Unterwachingen          | Munderkingen               | Alb-Donau-Kreis        | Region Donau-Iller              | 195                         | 77                                  |
| 07   | Grundsheim              | Munderkingen               | Alb-Donau-Kreis        | Region Donau-Iller              | 203                         | 58                                  |
| 08   | Wörnersberg             | Pfalzgrafenweiler          | Landkreis Freudenstadt | Regionalverband Nordschwarzwald | 214                         | 58                                  |
| 09   | Moosburg                | Bad Buchau                 | Landkreis Biberach     | Region Donau-Iller              | 231                         | 115                                 |
| 010  | Hausen am Bussen        | Munderkingen               | Alb-Donau-Kreis        | Region Donau-Iller              | 283                         | 80                                  |
| 011  | Holzkirch               | Langenau                   | Alb-Donau-Kreis        | Region Donau-Iller              | 283                         | 34                                  |
| 012  | Unterwaldhausen         | Altshausen                 | Landkreis Ravensburg   | Bodensee-Oberschwaben           | 279                         | 70                                  |
| 013  | Seekirch                | Bad Buchau                 | Landkreis Biberach     | Region Donau-Iller              | 289                         | 53                                  |
| 014  | Rechtenstein            | Munderkingen               | Alb-Donau-Kreis        | Region Donau-Iller              | 293                         | 81                                  |
| 015  | Wembach                 | Schönau im Schwarzwald     | Landkreis Lörrach      | Hochrhein-Bodensee              | 304                         | 192                                 |
| 016  | Allmannsweiler          | Bad Buchau                 | Landkreis Biberach     | Region Donau-Iller              | 317                         | 82                                  |
| 017  | Schönenberg             | Schönau im Schwarzwald     | Landkreis Lörrach      | Hochrhein-Bodensee              | 330                         | 47                                  |
| 018  | Ibach                   | St. Blasien                | Landkreis Waldshut     | Hochrhein-Bodensee              | 337                         | 16                                  |
| 019  | Breitingen              | Langenau                   | Alb-Donau-Kreis        | Region Donau-Iller              | 354                         | 127                                 |
| 020  | Nerenstetten            | Langenau                   | Alb-Donau-Kreis        | Region Donau-Iller              | 379                         | 59                                  |
| 021  | Obergröningen           | Leinzell                   | Ostalbkreis            | Region Ostwürttemberg           | 427                         | 74                                  |
| 022  | Reichenbach am Heuberg  | Heuberg                    | Landkreis Tuttlingen   | Schwarzwald-Baar-Heuberg        | 453                         | 78                                  |
| 023  | Drackenstein            | Wiesensteig                | Landkreis Göppingen    | Region Stuttgart                | 441                         | 84                                  |
| 024  | Dautmergen              | Schömberg                  | Zollernalbkreis        | Regionalverband Neckar-Alb      | 459                         | 99                                  |
| 025  | Zimmern unter der Burg  | Schömberg                  | Zollernalbkreis        | Regionalverband Neckar-Alb      | 436                         | 89                                  |
| 026  | Dürnau                  | Bad Buchau                 | Landkreis Biberach     | Region Donau-Iller              | 487                         | 64                                  |
| 027  | Heddesbach              | Schönau                    | Rhein-Neckar-Kreis     | Rhein-Neckar                    | 472                         | 57                                  |
| 028  | Bärenthal               | Fridingen an der Donau     | Landkreis Tuttlingen   | Schwarzwald-Baar-Heuberg        | 487                         | 39                                  |
| 029  | Hausen am Tann          | Schömberg                  | Zollernalbkreis        | Regionalverband Neckar-Alb      | 491                         | 58                                  |
| 030  | Aitern                  | Schönau im Schwarzwald     | Landkreis Lörrach      | Hochrhein-Bodensee              | 487                         | 56                                  |
| 031  | Fröhnd                  | Schönau im Schwarzwald     | Landkreis Lörrach      | Hochrhein-Bodensee              | 487                         | 31                                  |
| 032  | Kanzach                 | Bad Buchau                 | Landkreis Biberach     | Region Donau-Iller              | 508                         | 44                                  |
| 033  | Eichstegen              | Altshausen                 | Landkreis Ravensburg   | Bodensee-Oberschwaben           | 533                         | 37                                  |
| 034  | Alleshausen             | Bad Buchau                 | Landkreis Biberach     | Region Donau-Iller              | 531                         | 49                                  |
| 035  | Öllingen                | Langenau                   | Alb-Donau-Kreis        | Region Donau-Iller              | 542                         | 73                                  |
| 036  | Tiefenbach              | Bad Buchau                 | Landkreis Biberach     | Region Donau-Iller              | 546                         | 77                                  |
| 037  | Wieden                  | Schönau im Schwarzwald     | Landkreis Lörrach      | Hochrhein-Bodensee              | 560                         | 43                                  |
| 038  | Altheim                 | Langenau                   | Alb-Donau-Kreis        | Region Donau-Iller              | 582                         | 76                                  |
| 039  | Lauterach               | Munderkingen               | Alb-Donau-Kreis        | Region Donau-Iller              | 586                         | 45                                  |
| 040  | Weilen unter den Rinnen | Schömberg                  | Zollernalbkreis        | Regionalverband Neckar-Alb      | 584                         | 194                                 |
| 041  | Königsheim              | Heuberg                    | Landkreis Tuttlingen   | Schwarzwald-Baar-Heuberg        | 621                         | 138                                 |
| 042  | Utzenfeld               | Schönau im Schwarzwald     | Landkreis Lörrach      | Hochrhein-Bodensee              | 596                         | 82                                  |
| 043  | Egesheim                | Heuberg                    | Landkreis Tuttlingen   | Schwarzwald-Baar-Heuberg        | 652                         | 84                                  |
| 044  | Zwingenberg             | Neckargerach-Waldbrunn     | Neckar-Odenwald-Kreis  | Metropolregion Rhein-Neckar     | 625                         | 142                                 |
| 045  | Grömbach                | Pfalzgrafenweiler          | Landkreis Freudenstadt | Regionalverband Nordschwarzwald | 641                         | 51                                  |
| 046  | Beuron                  | Sigmaringen                | Landkreis Sigmaringen  | Bodensee-Oberschwaben           | 657                         | 20                                  |
| 047  | Fleischwangen           | Altshausen                 | Landkreis Ravensburg   | Bodensee-Oberschwaben           | 651                         | 115                                 |
| 048  | Irndorf                 | Donau-Heuberg              | Landkreis Tuttlingen   | Schwarzwald-Baar-Heuberg        | 683                         | 47                                  |
| 049  | Ballendorf              | Langenau                   | Alb-Donau-Kreis        | Region Donau-Iller              | 696                         | 48                                  |
| 050  | Königseggwald           | Altshausen                 | Landkreis Ravensburg   | Bodensee-Oberschwaben           | 681                         | 103                                 |
| 051  | Hoßkirch                | Altshausen                 | Landkreis Ravensburg   | Bodensee-Oberschwaben           | 736                         | 46                                  |
| 052  | Boms                    | Altshausen                 | Landkreis Ravensburg   | Bodensee-Oberschwaben           | 717                         | 78                                  |
| 053  | Betzenweiler            | Bad Buchau                 | Landkreis Biberach     | Region Donau-Iller              | 747                         | 80                                  |
| 054  | Setzingen               | Langenau                   | Alb-Donau-Kreis        | Region Donau-Iller              | 752                         | 86                                  |
| 055  | Buchheim                | Donau-Heuberg              | Landkreis Tuttlingen   | Schwarzwald-Baar-Heuberg        | 777                         | 41                                  |
| 056  | Hohenstadt              | Wiesensteig                | Landkreis Göppingen    | Region Stuttgart                | 733                         | 69                                  |
| 057  | Ratshausen              | Schömberg                  | Zollernalbkreis        | Regionalverband Neckar-Alb      | 793                         | 133                                 |
| 058  | Gunningen               | Trossingen                 | Landkreis Tuttlingen   | Schwarzwald-Baar-Heuberg        | 773                         | 142                                 |
| 059  | Fischingen              | Vorderes Kandertal         | Landkreis Lörrach      | Hochrhein-Bodensee              | 778                         | 417                                 |
| 060  | Renquishausen           | Donau-Heuberg              | Landkreis Tuttlingen   | Schwarzwald-Baar-Heuberg        | 826                         | 99                                  |
| 061  | Häg-Ehrsberg            | Zell im Wiesenthal         | Landkreis Lörrach      | Hochrhein-Bodensee              | 810                         | 33                                  |
| 062  | Riedhausen              | Altshausen                 | Landkreis Ravensburg   | Bodensee-Oberschwaben           | 838                         | 95                                  |
| 063  | Emerkingen              | Munderkingen               | Alb-Donau-Kreis        | Region Donau-Iller              | 816                         | 116                                 |
| 064  | Neenstetten             | Langenau                   | Alb-Donau-Kreis        | Region Donau-Iller              | 827                         | 101                                 |
| 065  | Mahlstetten             | Spaichingen                | Landkreis Tuttlingen   | Schwarzwald-Baar-Heuberg        | 812                         | 67                                  |
| 066  | Hausen ob Verena        | Spaichingen                | Landkreis Tuttlingen   | Schwarzwald-Baar-Heuberg        | 837                         | 142                                 |
| 067  | Schallbach              | Vorderes Kandertal         | Landkreis Lörrach      | Hochrhein-Bodensee              | 855                         | 210                                 |
| 068  | Untermarchtal           | Munderkingen               | Alb-Donau-Kreis        | Region Donau-Iller              | 840                         | 156                                 |
| 069  | Unterstadion            | Munderkingen               | Alb-Donau-Kreis        | Region Donau-Iller              | 909                         | 90                                  |
| 070  | Oggelshausen            | Bad Buchau                 | Landkreis Biberach     | Region Donau-Iller              | 902                         | 76                                  |
| 071  | Wittlingen              | Vorderes Kandertal         | Landkreis Lörrach      | Hochrhein-Bodensee              | 930                         | 210                                 |
| 072  | Stetten (Bodenseekreis) | Meersburg                  | Bodenseekreis          | Bodensee-Oberschwaben           | 930                         | 230                                 |

### Kreiszugehörigkeit
| Anzahl | Landkreis              | Regionalverband                 |
| ------ | ---------------------- | ------------------------------- |
| 18     | Alb-Donau-Kreis        | Region Donau-Iller              |
| 12     | Landkreis Lörrach      | Hochrhein-Bodensee              |
| 10     | Landkreis Tuttlingen   | Schwarzwald-Baar-Heuberg        |
| 9      | Landkreis Biberach     | Region Donau-Iller              |
| 8      | Landkreis Ravensburg   | Bodensee-Oberschwaben           |
| 5      | Zollernalbkreis        | Regionalverband Neckar-Alb      |
| 2      | Landkreis Freudenstadt | Regionalverband Nordschwarzwald |
| 2      | Landkreis Göppingen    | Region Stuttgart                |
| 1      | Landkreis Waldshut     | Hochrhein-Bodensee              |
| 1      | Ostalbkreis            | Region Ostwürttemberg           |
| 1      | Rhein-Neckar-Kreis     | Rhein-Neckar                    |
| 1      | Neckar-Odenwald-Kreis  | Metropolregion Rhein-Neckar     |
| 1      | Landkreis Sigmaringen  | Bodensee-Oberschwaben           |
| 1      | Bodenseekreis          | Bodensee-Oberschwaben           |